# Landgericht Limburg a. d. Lahn

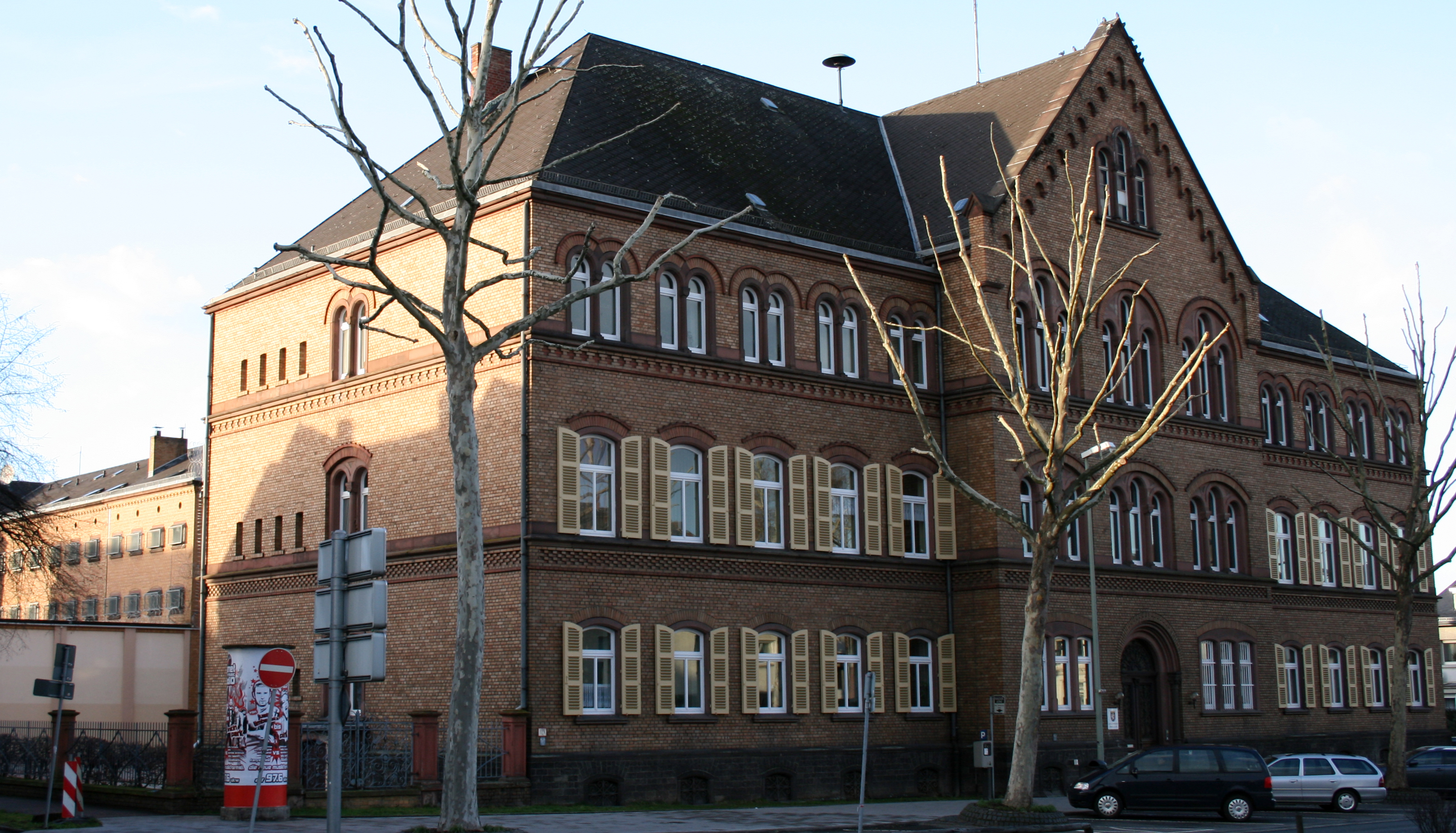
Vorderansicht des Landgerichtes Limburg a. d. Lahn

Das Landgericht Limburg a. d. Lahn ist ein Gericht der ordentlichen Gerichtsbarkeit im hessischen Limburg an der Lahn und eines von neun Landgerichten Hessens. Derzeitiger Präsident ist Manfred Beck.

## Gerichtssitz und Gerichtsbezirk

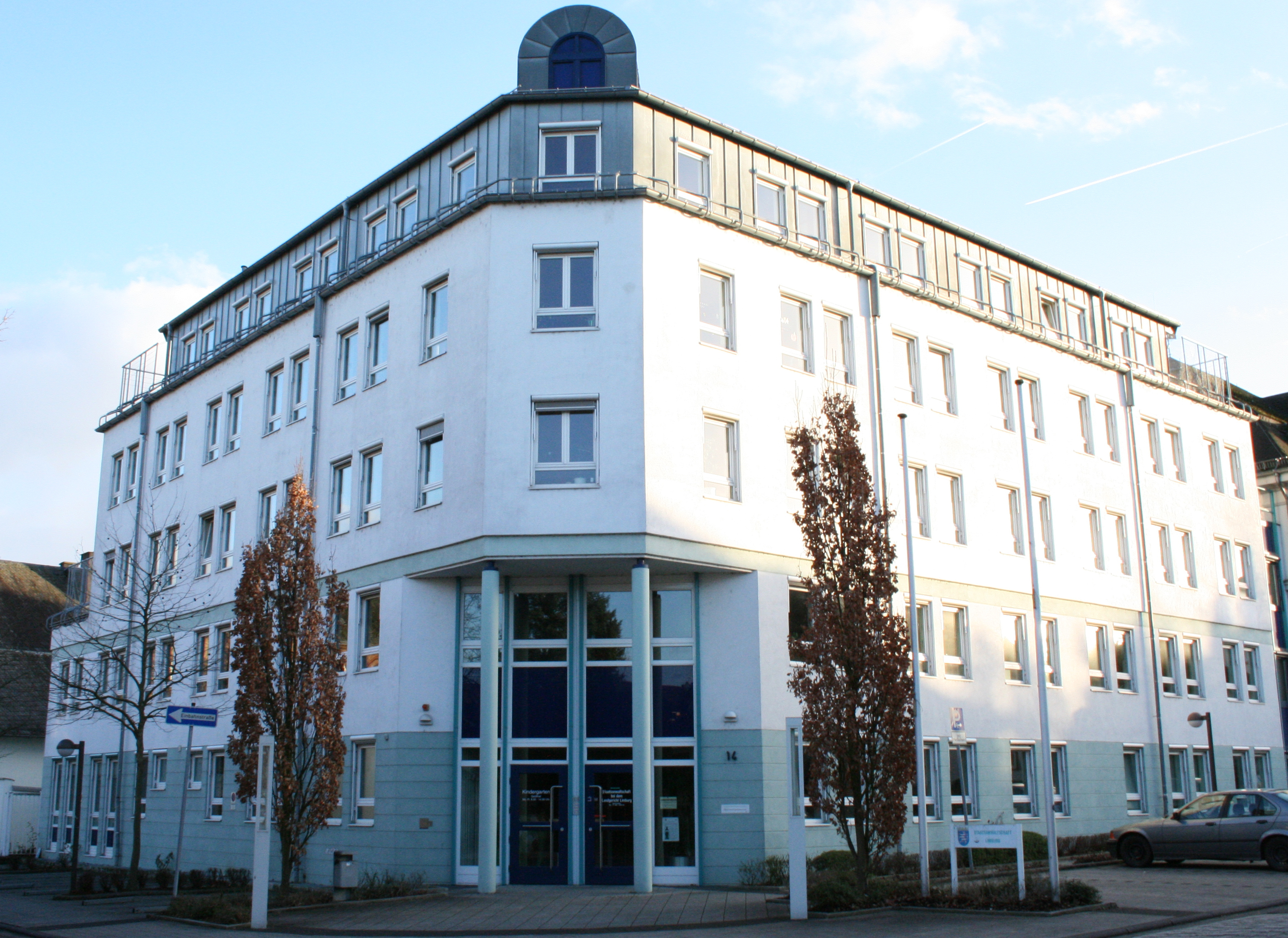
Gebäude der Staatsanwaltschaft Limburg

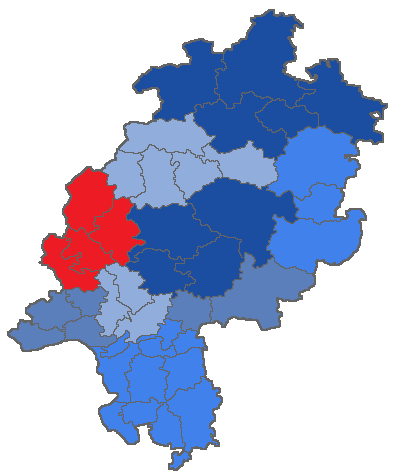
Lage des Landgerichtsbezirks Limburg in Hessen

Seinen Sitz hat das Landgericht in der Schiede 14 in Limburg. Am Landgericht sind fünf Zivilkammern, zwei Kammern für Handelssachen, fünf Strafkammern, eine Strafvollstreckungskammer, zwei kleine Jugendkammern, zwei kleine Wirtschaftskammern und eine kleine Strafkammer eingerichtet. Der Gerichtsbezirk umfasst den Landkreis Limburg-Weilburg und den Lahn-Dill-Kreis. Dem Landgericht Limburg übergeordnet ist das Oberlandesgericht Frankfurt am Main, untergeordnet sind die Amtsgerichte Limburg, Dillenburg, Weilburg und Wetzlar.
Die Staatsanwaltschaft Limburg ist in einen eigenen Neubau ausgelagert. An das Landgerichtsgebäude schließt sich die Justizvollzugsanstalt Limburg an.

## Geschichte
Im 1806 gegründeten Herzogtum Nassau war Limburg Sitz eines Amtes, das gleichzeitig unterste Verwaltungs- und Justizbehörde war. Nach der Annexion Nassaus durch Preußen 1866 wurden Verwaltung und Justiz institutionell getrennt. 1867 nahmen in Limburg ein Kreisgericht mit acht und ein Amtsgericht mit zwei Richtern die Arbeit auf. Das Kreisgericht hatte seinen Sitz in einer ehemaligen Zuckerfabrik am Limburger Neumarkt.
Nach der Gründung des Deutschen Reiches 1871 sollte die Justiz im gesamten Reichsgebiet vereinheitlicht werden. 1876 sollte das Limburger Kreisgericht aufgehoben und seine Aufgaben vom neu zu gründenden Landgericht in Wetzlar übernommen werden. Nach heftigen Protesten in der Region beschloss das preußische Abgeordnetenhaus am 14. Dezember 1877, ein Landgericht in Limburg statt in Wetzlar zu gründen. Am 1. Oktober 1879 trat das entsprechende Gesetz in Kraft. Neuer Sitz wurde das heutige Postgebäude an der Frankfurter Straße, das von Anfang an aber nur ein Provisorium sein sollte. 14 Amtsgerichte waren der Behörde untergeordnet:
- Amtsgericht Braunfels
- Amtsgericht Diez
- Amtsgericht Dillenburg
- Amtsgericht Ehringshausen
- Amtsgericht Ems
- Amtsgericht Hadamar
- Amtsgericht Herborn
- Amtsgericht Limburg an der Lahn
- Amtsgericht Marienberg
- Amtsgericht Nassau
- Amtsgericht Rennerod
- Amtsgericht Runkel
- Amtsgericht Weilburg
- Amtsgericht Wetzlar

Die Stadt Limburg errichtete schließlich das heutige Gerichtsgebäude an der Schiede, das 1882 in die Nutzung genommen wurde und für das die Justizverwaltung fortan Miete zahlte, bis sie das Gebäude 1942 kaufte. Am 29. März 1882 nahm das Landgericht dort seine Arbeit auf. Vom 1. April bis zum 30. November 1921 war der spätere Reichskanzler Wilhelm Marx Präsident des Limburger Landgerichts.
Mit dem Preußischen Gesetz über die Neugliederung von Gerichtsbezirken im Bereich der Oberlandesgerichte Frankfurt a.M., Hamm und Köln vom 23. Juni 1933 wurde das Landgericht Neuwied aufgehoben. Die Amtsgerichte Hachenberg, Höhr-Grenzhausen, Montabaur, Selters und Wallmerod aus dem Sprengel dieses Gerichtes kamen in den Gerichtsbezirk des Landgerichts Limburg.
Im Juni 1945 gründete die amerikanische Militärregierung das Landgericht Limburg neu. Am 1. Oktober 1945 nahm es seine Arbeit wieder auf. Einen großen Teil seines Bezirks hatte es an die französische Besatzungszone und später an das Land Rheinland-Pfalz verloren. Zum Jahresanfang 1949 gab das Landgericht die Amtsgerichtsbezirke Gladenbach und Biedenkopf an das Landgericht Marburg ab. 1954 wurde das Gerichtsgebäude durch einen Anbau erweitert. Das untergeordnete Amtsgericht Bad Camberg wurde 1968 aufgelöst, das Amtsgericht Hadamar wird seit Anfang 2005 nur noch als Zweigstelle des Amtsgerichts Limburg betrieben. Die 1977 erwogene Auflösung des Landgerichts Limburg wegen zu geringer Bezirksgröße wurde nicht umgesetzt.

## Richter

### Präsidenten
- Wilhelm Schröder (1. Oktober 1879 bis 30. September 1885)
- Carl Koppen (Oktober 1885 bis September 1888)
- Otto Brand (April 1888 bis September 1888)
- Julius Cramer (Dezember 1888 bis 31. August 1893)
- Ludwig Hagemann (1. Januar 1894 bis 1. Januar 1907)
- Georg de Niem (1. März 1907 bis 31. März 1921)
- Wilhelm Marx (28. Januar bis 30. November 1921)
- Ludwig Claren (1. Dezember 1921 bis 1. Oktober 1934)
- Ludwig Scriba (1. März 1935 bis 31. Januar 1936)
- Reinhold Luther (1. Juli 1936 bis 9. Mai 1945)
- Karl Lehr (1. Oktober 1946 bis 1. November 1955)
- Herbert Klein (1. April 1956 bis 31. Juli 1964)
- Rudolf Mädrich (1. August 1964 bis 7. Juli 1982)
- Georg Schmidt von Rhein (2. Februar 1983 bis September 1995)
- Brigitte Tilmann (Oktober 1995 bis Juni 1998)
- Werner Steinhardt (kommissarisch, Juni bis Dezember 1999)
- Winfried Rothweiler (Januar 1999 bis 31. August 2006)
- Ralph Gatzka (2006 bis Juli 2014)
- Christoph Ullrich (Oktober 2014 bis September 2015)[3][4]
- Manfred Beck (seit April 2016)[5]

### Andere Richter
- Wilm von Stein-Liebenstein (1908 bis 1914)
- Alfred Kloft (1951 bis 1952)

## Sonstiges
Das Landgericht Limburg nimmt in Hessen eine Schlüsselrolle im Projekt des elektronischen Rechtsverkehrs ein. Hier wurde die Kommunikationssoftware für das Versenden von signierten und besonders gesicherten Nachrichten entwickelt. Die bisher gesammelten Erfahrungen im Schriftverkehr mit der Anwaltschaft sollen 2016 in die Weiterentwicklung einfließen, die in Kooperation mit weiteren Bundesländern begonnen wurde.